# Packard K
Packard K – samochód osobowy marki Packard produkowany w roku 1903. Był to pierwszy Packard z silnikiem montowanym z przodu pojazdu i pierwszy wyposażony w silnik 4-cylindrowy. Zmontowano go w 34 egzemplarzach.
Budowano go w wersjach 4 Passenger Surrey oraz 5 Passenger Tonneau